# Everhard van Nellenburg

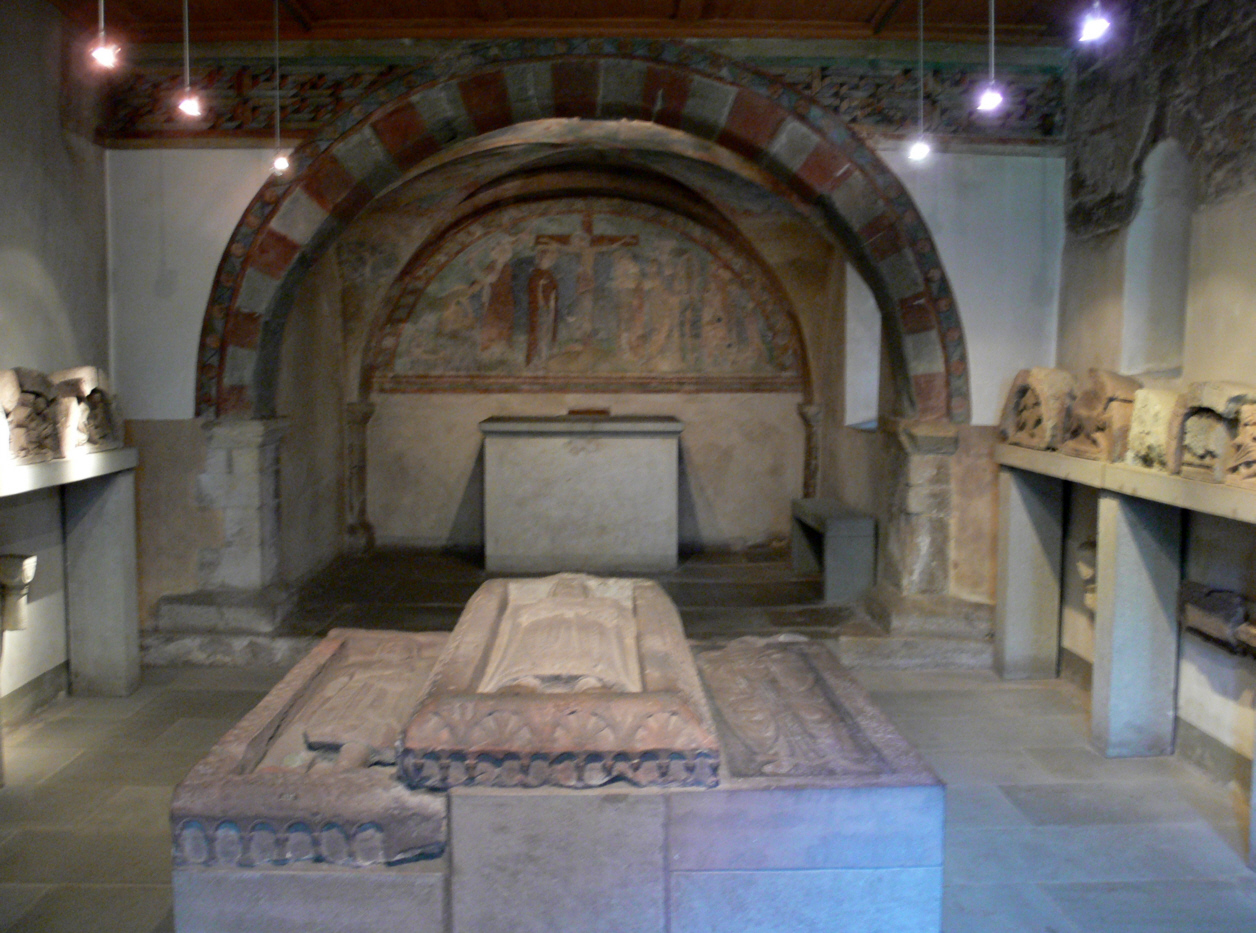
Graf in de Everhardkapel

De zalige Eberhard (Evrard) (ca. 1015 - Schaffhausen (stad), 26 maart 1078) was een graaf in Zwaben. De zalige wordt gevierd op 25 maart.
Eberhard was graaf van Nellenburg en de Zürichgau (1036). In 1046 volgde hij keizer Hendrik III naar Italië. Als dank kreeg hij daarvoor het muntrecht in Schaffhausen en het bestuur over het graafschap Chiavenna (dat hij op 20 mei 1065 ruilde voor bezittingen in de Elzas). Eberhard stichtte in 1050 met steun van paus Leo IX het Allerheiligenklooster in Schaffhausen. Ook bouwde hij het kasteel Nellenburg bij Stockach. In de investituurstrijd koos hij de kant van de paus en verloor daardoor de meeste van zijn leengoederen. Na een bedevaart naar Santiago de Compostella trad hij als lekenmonnik in het Allerheiligenklooster in, waar hij na zes jaar overleed. 
Eberhard was getrouwd met Ita (ca. 1025 - Schaffhausen, 2 maart ca. 1105), mogelijk dochter van Welf II van Altdorf. Zij vergezelde Everhard naar Santiago de Compostella en trok zich na zijn dood terug in een aan de heilige Agnes gewijde cel bij het klooster in Schaffhausen. 
Eberhard en Ita kregen de volgende kinderen:
- Udo (ovl. Tübingen (stad), 11 november 1078), 1066 aartsbisschop van Trier, gesneuveld bij Tübingen, begraven in de Sint Pieterskerk in Trier.
- Ekkehard (ovl. 24 november 1088), 1073 abt van Reichenau, 1088 tegenbisschop van Augsburg (stad).
- Burkhard (ovl. 21 januari ca. 1106), graaf van Nellenburg, voogd van het Allerheiligenklooster en de abdij van Beuron, getrouwd met Hadwich (afkomst onbekend), ze kregen geen kinderen.
- Eberhard (ovl. Homburg aan de Unstruth, 6 juni 1075), gesneuveld in het leger van keizer Hendrik IV.
- Hendrik (ovl. Homburg aan de Unstruth, 6 juni 1075), gesneuveld in het leger van keizer Hendrik IV.
- Adalbert
- Adelheid, getrouwd met Arnold van Lauffen
- Irmingard, getrouwd met Diethelm van Toggenburg
- een onbekende zoon of dochter die ten minste twee zoons kreeg:
  - Diederik, graaf van Nellenburg als opvolger van zijn oom Burkhard
  - Adalbert, graaf van Mörsberg

Bij een onbekende minnares kreeg Eberhard nog een zoon: Bernhard van Rissdorf die trouwde met Hildegard.
Voorouders van Eberhard waren:
- Eberhard van Nellenburg (ca. 980 - ca. 1035), getrouwd met Hedwig (ca. 990 - na 1035). Eberhard was graaf van Nellenburg en de Zürichgau, en voogd van Einsiedeln, dit voogdijschap werd hem ontnomen nadat hij in 1029 het klooster had overvallen en had afgebrand. Hedwig bracht grote bezittingen bij Kreuznach en Burg Dill in de Hunsrück in. Na haar huwelijk stichtte zij het klooster Pfaffen-Schwabenheim bij Kreuznach. Er wordt veel over haar afkomst gespeculeerd. Ze lijkt uit een voorname familie uit Lotharingen te komen en verwant te zijn geweest aan keizer Hendrik II, of aan zijn vrouw. Eberhard werd begraven in de Laurentiuskapel te Reichenau.
  - Manegold van de Zürichgau (ca. 945 - 1 mei 991), graaf van de Zürichgau, voogd van Zürich en Einsiedeln. Belangrijke hoveling van keizerin Adelheid (heilige). Hij ontving Baden-Baden van keizerin Theophano (keizerin) en Sermersheim in de Elzas van Adelheid, om een klooster te stichten. Hij gaf op zijn sterfbed deze goederen terug omdat hij deze verplichting niet had kunnen vervullen. Manegold werd begraven in de dom van Quedlinburg, in aanwezigheid Adelheid. De stichting van de proosdij Seltz door Adelheid was mede voor zijn zielenheil.
    - Burkhard van de Zürichgau, graaf van de Zürichgau, voogd van Zürich
      - Eberhard II van de Zurichgau (ca. 890 - 958)
        - Eberhard I van de Zurichgau (ca. 855 - voor 911), graaf van de Zürichgau, getrouwd met Gisela. Gisela maakte in 911 als weduwe een bedevaart naar Rome maar werd onderweg van al haar bezittingen beroofd. Bij terugkomst werd zij met valse beschuldigingen geconfronteerd, als gevolg van de politieke verwikkelingen rond Burchard I van Zwaben, de vader van haar schoonzoon Burchard II van Zwaben. Zij schonk toen al haar bezittingen aan een verder niet nader bekende St Pietersabdij om te voorkomen dat die zouden worden geconfisqueerd nadat Burchard I wegens verraad was terechtgesteld.